# 化学工業

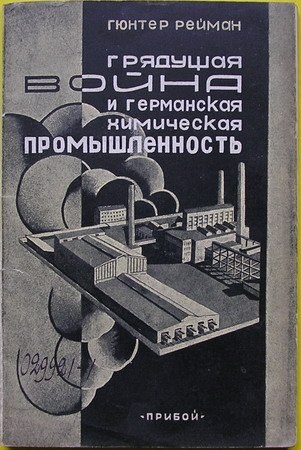
1928年にソ連で刊行された『ドイツの化学工業と未来の戦争』

化学工業（かがくこうぎょう）とは、原料を化学反応によって加工したことで得られた物質を製品とする工業のことである。化学工業で製造されたものは、化学製品と呼ばれる。石油のクラッキングによって各種化合物を製造する石油精製工業や、金属の鉱石から還元等によって単体金属を得る冶金工業のように、混合物を原料としている工業は化学工業とは分けることもある。特に精密化学を中心に化学工業の製品は化成品と呼ばれる。
おおまかに製品が有機化合物である有機化学工業と製品が無機化合物である無機化学工業に分類される。そしてさらにその製品や原料によって細分化されている。しかし、無機化学工業で使用される硫黄は、有機化学工業である石油化学工業での石油の脱硫によって得られていたり、また有機化学工業で有機塩素化合物を製造するために使用される塩素は無機化学工業であるソーダ工業で製造されていたりするように、両者は密接に結びついている部分もあり、境界は明確とは言えないところもある。
なお、重化学工業の語は産業統計上の用語で、軽工業に相対する、金属工業と機械製造業からなる重工業と化学工業を合一した産業分野を意味する。

## 有機化学工業
- 石油化学工業: ナフサを初めとした石油成分のクラッキングによって得られる低分子量のアルケン（エチレンやプロピレン）、芳香族化合物（ベンゼンやトルエン）を直接の原料とする化学工業。現代の化学工業において、多種の誘導品のプラントと共にコンビナートを形成するエチレンプラントは中核的な存在である。
- 天然ガス化学工業: 天然ガスの主成分であるメタンを原料とする化学工業。一次製品としてのメタノールから多くの誘導品を製造する。C1化学工業とも呼ばれる。近年では、天然ガスの豊富なアメリカや中東などで、天然ガスに含まれるエタンからエチレンを製造するのが主流となっている。
- 石炭化学工業: 石炭からコークスを作る際の副生物であるガス（水素や一酸化炭素などを成分とする）やコールタール（芳香族化合物を主成分とする）を原料とする化学工業。アパルトヘイト時代の南アフリカ共和国で経済制裁の影響を受けないよう自国に豊富に産する石炭を活用するために発展した。
- 高分子化学工業: 石油化学工業や石炭化学工業で得られた低分子（モノマー）を重合させることによって高分子（ポリマー）を製造する化学工業。代表的な製品はポリエチレンやポリプロピレンを初めとするプラスチックである。
- 油脂工業: 石鹸を製造する際に副生する長鎖脂肪酸やグリセリンそのもの、またはそれらを原料とした製品を製造する化学工業。
- 精密有機化学工業: 特定の用途にのみに使用される有機化合物（有機ファインケミカルズと呼ばれる。電子材料、塗料、染料、香料、薬品などである）を製造する化学工業。

## 無機化学工業
- ソーダ工業: 食塩の電気分解によって得られる水酸化ナトリウム（苛性ソーダ）および塩素、またはそれらを原料とした製品を製造する化学工業。
- アンモニア工業: 窒素を含む無機化合物を製造する化学工業。製品の代表としてはアンモニア、硝酸とその塩がある。
- 硫酸工業: 硫黄を含む無機化合物を製造する化学工業。製品の代表としては亜硫酸、硫酸とその塩がある。
- 精密無機化学工業: 特定の用途にのみに使用される無機化合物（無機ファインケミカルズと呼ばれる。電子材料、塗料、薬品などである）を製造する化学工業。

## 国内の主要な化学メーカー
- 三菱ケミカル
- 住友化学
- 三井化学
- 信越化学工業
- 旭化成
- レゾナック
- 東ソー
- UBE
- トクヤマ
- ADEKA
- Denka
- 日油
- 日産化学
- 日本曹達
- クレハ
- 帝人
- 東レ
- 東洋紡
- クラレ
- ユニチカ
- AGC
- ダイセル
- 積水化学工業
- 日鉄ケミカル&マテリアル
- DIC
- 三菱ガス化学
- 日本ゼオン
- 東京応化工業
- 花王
- ライオン
- 資生堂
- 日東電工